# 後藤暢
後藤 暢（ごとう とおる、1934年〈昭和9年〉6月26日 - ）は、福岡県出身の元競泳選手。
高校3年生のときに1952年ヘルシンキオリンピックに出場し、男子800m自由形リレーで銀メダルを獲得した。のちに西日本新聞社に入社してスポーツ記者として活動、運動部長を務める。

## 経歴
福岡県朝倉郡朝倉村恵蘇宿（現在の朝倉市山田）に生まれる。
父の後藤均は村長も務めるとともに地域の水泳の発展に貢献した人物で、本人含め2男4女（暢は次男）が水泳の達者という水泳一家であった（とくに長男の龍美、次女の美智子は全国大会で成績を残し、オリンピック選手候補として名が挙がるレベルであったという）。1940年には均が中心となり、有志の協力・村民の理解のもとで、朝倉村立朝倉小学校に福岡県の小学校では最初に25mプールが設けられた。暢はこの朝倉小学校に通った。幼少期より水に親しみ、小学校1年時の後藤少年より速く泳げる教員がいなかった、小学校低学年時に急流の筑後川を横断した、などのエピソードが伝わっている。
朝倉村立比良松中学校在学時には水泳競技福岡県大会などを総なめにした。福岡県立浮羽高等学校（現在の福岡県立浮羽究真館高等学校）に進学し、全国大会・国際大会で活躍した。
高校3年在学中（18歳）に1952年ヘルシンキオリンピックに出場、男子800m自由形リレーで鈴木弘、浜口喜博、谷川禎次郎とともに銀メダルを獲得（後藤は第3泳者）。100メートル自由形で4位入賞。
日本大学卒業後は、西日本新聞社に入社。スポーツ記者として活躍し、運動部長になった。
ヘルシンキオリンピックのメダルは、2015年に母校の浮羽究真館高等学校に寄贈された。